# 山根貞男
山根 貞男（やまね さだお、1939年10月15日 - 2023年2月20日）は、日本の映画評論家、漫画評論家、翻訳家。
かつては、菊池浅次郎名義をペンネームとして使用しており、「菊池浅次郎」は映画『明治侠客伝 三代目襲名』の鶴田浩二の役名に由来している。

## 経歴
大阪府出身。
大阪外国語大学フランス語科卒業。大学時代は演劇部の活動に熱中する。
25歳で書評紙『日本読書新聞』の編集者となる。1967年には、読書新聞の同僚だった権藤晋(高野慎三)や、石子順造らと日本初の漫画評論誌『漫画主義』を創刊。菊池浅次郎名義で、3月の創刊号に漫画史上画期的なつげ義春の「沼」を論じた「不可能性への出発」を掲載。白土三平以外で最も早い時期につげ義春を絶賛。同誌や「夜行」などでつげ義春の作品などを論じた。
1969年から1971年まで波多野哲朗（大学の演劇部の先輩だった。）、手島修三とともに映画批評誌『シネマ69』（誌名は『シネマ70』『シネマ71』と変遷し、毎年3号を刊行）を創刊し、編集・発行に携わった。読書新聞の編集者として知り合い、映画好きで意気投合していた蓮實重彦(同誌で映画批評をスタート)と、『ガロ』の「目安箱」などで活躍していた上野昂志に初めての映画評論執筆を依頼。。この二人に映画評論に引き入れた功績は甚大である。さらに山根自身も同誌の鈴木清順特集で映画評論を開始する。
『明治侠客伝 三代目襲名』(1965年)に強い衝撃を受け、1970年に『遊侠一匹 加藤泰の世界』を編著、高野が創立した幻燈社から発行。1972年に同人誌『加藤泰研究』（北冬書房）に評論を発表している。
以降、次第に映画評論にスタンスを移し、主に日本映画を中心に論じる映画評論家となる。「娯楽映画」として従来は批評の対象にならなかった過去の映画作家をとらえなおす評論が多い。山田宏一や蓮實との共同執筆もある。
また、編集を担当した本や映画関係者へのインタビュー・聞き書き・対談の仕事も多数ある。マキノ雅弘の有名な自伝『映画渡世』(1977)もマキノの著書となっていてクレジットされてはいないが、山田宏一と山根による聞き書きである。
蓮實とともに海外の映画祭で加藤泰、鈴木清順、成瀬巳喜男の特集に関わるなど国内外の映画祭の特集企画立案やフィルム発掘にも取り組んでいる。
1986年から『キネマ旬報』誌上での日本映画時評を亡くなるまで継続して執筆し、映画の魅力を測る基軸に“活劇”であるか否かを据え、鈴木清順や岡本喜八、森﨑東、深作欣二、澤井信一郎、北野武、相米慎二、黒沢清、佐藤真、阪本順治、石井輝男らの作品を高く評価している。
一方で黒澤明、市川崑、山田洋次、熊井啓、篠田正浩、大林宣彦、降旗康男、伊丹十三、岩井俊二、佐藤忠男、白井佳夫などの作品に対しての批判を行っている。
1988年に小津安二郎の現存しないとされた作品「突貫小僧」を山根の知人が発見する。以来、全国のフィルムコレクターを取材するようになり、1995年は蓮實重彦らとロシアの国立映画保存所ゴスフィルモフォンドに調査にでかけた。
2001年から2008年3月で定年退職となるまで東海大学文化社会学部文芸創作科の特任教授として映画史・映画論を担当した。その時の教え子に、のちに映画監督になる草野なつかがいた。
2021年には、1999年から22年を費やして編集した『日本映画作品大事典』（監督約1300人、作品約19500本を掲載）を刊行した。
2023年2月20日午後11時18分、胃癌のため横浜市の自宅で死去。83歳没。
2024年、『日本映画時評集成』が、第78回毎日出版文化賞企画部門を受賞した。

## 著書
- 『映像の沖田総司』（新人物往来社） 1975
- 『映画狩リ』（現代企画室） 1980
- 『手塚治虫とつげ義春 現代漫画の出発点』（北冬書房） 1983
- 『活劇の行方』（草思社） 1984
- 『映画が裸になるとき』（青土社） 1988
- 『映画 - 快楽装置の仕掛け』（講談社現代新書） 1988
- 『日本映画の現場へ』（筑摩書房、リュミエール叢書） 1989
- 『日本映画時評 1986-1989』（筑摩書房） 1990
- 『増村保造 意志としてのエロス』（筑摩書房、リュミエール叢書） 1992
- 『世界のなかの日本映画』（河合文化教育研究所、河合ブックレット） 1993
- 『映画はどこへ行くか 日本映画時評 1989-1992』（筑摩書房） 1993
- 『映画の貌』（みすず書房） 1996
- 『現代映画への旅 1994-2000』（講談社） 2001
- 『マキノ雅弘 映画という祭り』（新潮選書） 2008
- 『日本映画時評集成 2000-2010』（国書刊行会） 2012
- 『日本映画時評集成 1976-1989』（国書刊行会） 2016
- 『日本映画時評集成 1990-1999』（国書刊行会） 2018
- 『東映任侠映画 120本斬り』（ちくま新書） 2021
- 『映画を追え フィルムコレクター歴訪の旅』（草思社） 2023.2
- 『日本映画時評集成 2011-2022』（国書刊行会） 2024.7

### 共著
- 『現代漫画論集』（石子順造, 梶井純, 権藤晋 共著、青林堂） 1969
- 『映画監督・TVディレクターになるには』（佐藤忠男, 波多野哲朗 共著、ぺりかん社） 1973
- 『劇画の思想』（石子順造, 権藤晋 共著、太平出版社） 1973
- 『殲滅 中島貞夫の映画世界』（北冬書房）1974
- 『河内山宗俊 講談大江戸悪草子』（林静一絵、白金書房） 1976

以上は菊地浅次郎名義
- 『惹句術 映画のこころ』（関根忠郎, 山田宏一共著、講談社） 1986、増補版（ワイズ出版） 1995、同・映画文庫 2022
- 『つげ忠男の世界』（つげ義春研究会） 1994 限定本
- 『誰が映画を畏れているか』（蓮實重彦共著、講談社） 1994.6
- 『任侠映画伝』（俊藤浩滋 共著、講談社） 1999.2
- 『映画監督 深作欣二』（深作欣二共著、ワイズ出版） 2003.7
- 『香港への道 中川信夫からブルース・リーへ』（西本正, 山田宏一共著、筑摩書房、リュミエール叢書）2004.10
- 『「仁義なき戦い」をつくった男たち 深作欣二と笠原和夫』（米原尚志共著、日本放送出版協会） 2005.1
- 『俳優 原田芳雄』（原田章代（夫人）共著、キネマ旬報社） 2020.2

追悼誌
- 『追悼 山根貞男さん：漫画主義 終刊号』喇嘛舎, 2024.6。高野慎三、つげ忠男らが寄稿

### 編書
- 『つげ義春の世界』（青林堂） 1970
- 『遊侠一匹 加藤泰の世界』（幻燈社） 1970
- 『日本映画1976 1975年公開日本映画全集』（佐藤忠男、西脇英夫共編、芳賀書店） 1976
- 『日本映画1977 1976年公開日本映画全集』（佐藤忠男、西脇英夫共編、芳賀書店） 1977
- 『日本映画1978 1977年公開日本映画全集』（佐藤忠男、西脇英夫共編、芳賀書店） 1978.9
- 『日本映画1979』（佐藤忠男共編、芳賀書店） 1979.7
- 『日本映画1980』（佐藤忠男共編、芳賀書店） 1980.6
- 『日本映画1981』（佐藤忠男共編、芳賀書店） 1981.6
- 『女優志穂美悦子』（責任編集、芳賀書店） 1981.12
- 『日本映画1982』（佐藤忠男共編、芳賀書店） 1982.5
- 『日本映画1983』（佐藤忠男共編、芳賀書店）1983.5
- 『官能のプログラム・ピクチュア ロマン・ポルノ 1971-1982 全映画』（責任編集、フィルムアート社） 1983.6
- 『日本映画1984』（芳賀書店） 1984.5
- 『日本映画1985』（芳賀書店） 1985.4
- 『加藤泰作品集』（大和書房） 1986.8
- 『女優石原真理子』（責任編集、芳賀書店） 1986.10
- 『別冊太陽 世界の女優 長谷川一夫をめぐる女優たち』（山田宏一共構成、平凡社） 1986
- 『別冊太陽 世界の女優 アメリカン・ロマンス 銀幕の恋人たち』（山田宏一共構成、平凡社） 1987
- 『映画監督中川信夫』（滝沢一共編、リブロポート） 1987.1
- 『はだかの夢年代記 ぼくのピンク映画史』（村井実、構成、大和書房） 1989.1
- 『映画を穫る ドキュメンタリーの至福を求めて』（小川紳介、構成、筑摩書房） 1993.10、増訂版（太田出版） 2012.6
- 『決定版 市川雷蔵』（朝日新聞社　アサヒグラフ別冊） 1994.9
  - 『完本 市川雷蔵』（ワイズ出版） 1999.9
- 『加藤泰、映画を語る』（安井喜雄共編、筑摩書房、リュミエール叢書） 1994.10 / 改訂版（ちくま文庫） 2013.7
- 『別冊太陽 世界の女優 フランス女優 世界の女優 恋、巴里、そして名画』（山田宏一共構成、平凡社） 1995
- 『別冊太陽 日本のこころ 女優』 （山田宏一共構成、平凡社） 1999
- 『新・仁義なき戦い。メモリアルブック』（責任編集、勁文社） 2000.11
- 『阪妻 スターが魅せる日本映画黄金時代 阪東妻三郎生誕100周年記念』（責任編集、太田出版） 2002.5
- 『国際シンポジウム 小津安二郎』（蓮實重彦, 吉田喜重共編、朝日新聞社、朝日選書） 2004.6
- 『成瀬巳喜男の世界へ』（蓮實重彦共編、筑摩書房、リュミエール叢書） 2005.6
- 『国際シンポジウム 溝口健二 没後50年「Mizoguchi 2006」の記録』（蓮實重彦共編、朝日新聞社、朝日選書） 2007.5
- 『日本映画作品大事典』（編、三省堂） 2021.6

## 訳書
- 『安楽死 死についてどう考えるか』（デヴィッド・ヘンディン、二見書房） 1975
- 『薔薇のスタビスキー』（ジョゼフ・ケッセル, ジョルジュ・センプルン、佐々木武共訳、講談社） 1975
- 『ドクター・フリゴの決断』（エリック・アンブラー、加島祥造共訳、早川書房） 1982